# Diocèse de Linares (Mexique)
Ne doit pas être confondu avec Diocèse de Linares (Chili).
Le diocèse de Linares (en latin : Dioecesis Linarina ; en espagnol : Diócesis de Linares) est un diocèse de l'Église catholique du Mexique, suffragant de l'archidiocèse de Monterrey.

## Territoire

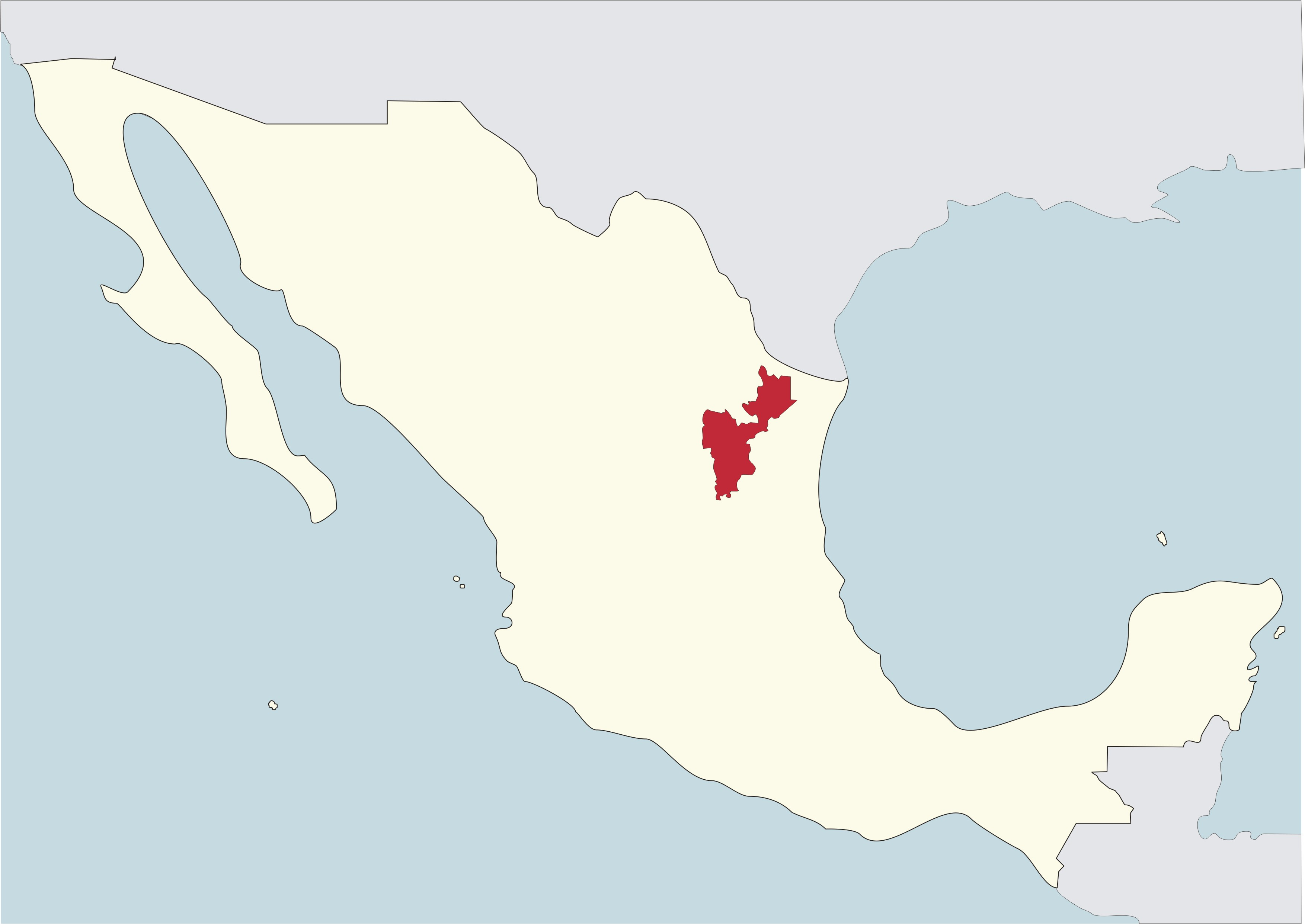
Diocèse de Linares en rouge sur la carte du Mexique

Il comprend les municipalités d'Aramberri, China, Doctor Arroyo, Doctor Coss, Galeana, General Bravo, General Terán, General Zaragoza, Hualahuises, Iturbide, Los Aldamas, Linares, Mier y Noriega, Montemorelos et Rayones de l'État de Nuevo León.
Il possède un territoire d'une superficie de 33 453 km2 divisé en 24 paroisses. Le siège épiscopal est dans la ville de Linares où se trouve la cathédrale Saint-Philippe.

## Historique
Le premier diocèse de Linares est érigé le 15 décembre 1777 par la bulle Relata semper du pape Pie VI, bien que le siège soit dans la ville de Monterrey, le diocèse conserve ce nom jusqu'en 1922, date à laquelle il prend son nom actuel d'archidiocèse de Monterrey.
Le diocèse actuel de Linares est érigé le 30 avril 1962 par la bulle Proficientibus du pape Jean XXIII en prenant une partie du territoire de l'archidiocèse de Monterrey.

## Évêques
- Anselmo Zarza Bernal (24 mai 1962 - 13 janvier 1966), nommé évêque de León
- Antonio Sahagún López (18 juillet 1966 - 31 octobre 1973)
- Rafael Gallardo García, O.S.A. (11 juillet 1974 - 21 mai 1987), nommé évêque de Tampico
- Ramón Calderón Batres (12 février 1988 - 19 novembre 2014)
- Hilario González García (19 novembre 2014 - 21 novembre 2020), nommé évêque de Saltillo
- César Alfonso Ortega Díaz, depuis le 27 novembre 2021